# Городовиковск
Городовиковск (на руски: Городовиковск; на калмикски: Башнта) е град в Русия, административен център на Городовиковски район, автономна република Калмикия. Населението му към 1 януари 2018 година е 8768 души.